# Marcel Schantl
Marcel Schantl (17 agosto 2000) è un calciatore austriaco, difensore del Blau-Weiß Linz.

## Carriera
Schantl è cresciuto nel settore giovanile dell'Hartberg dove ha debuttato il 9 giugno 2017 nell'incontro di Regionalliga perso 7-4 contro lo Stadl-Paura. Promosso prima in 2. Liga e successivamente in Bundesliga, il 7 giugno 2020 ha debuttato nella massima divisione austriaca nell'incontro perso 6-0 contro il Salisburgo.
Il 28 agosto 2020 è stato ceduto in prestito al Blau-Weiß Linz per una stagione. Rientrato all'Hartberg, è stato impiegato con pochissima frequenza nelle due stagioni seguenti, ed il 26 giugno 2023 ha fatto ritorno al Blau-Weiß Linz, nel frattempo promosso in Bundesliga, a titolo definitivo.

## Statistiche

### Presenze e reti nei club
Statistiche aggiornate al 4 maggio 2024.
| Stagione        | Squadra         | Campionato      | Campionato | Campionato | Coppe nazionali | Coppe nazionali | Coppe nazionali | Coppe continentali | Coppe continentali | Coppe continentali | Altre coppe | Altre coppe | Altre coppe | Totale | Totale | Totale |
| Stagione        | Squadra         | Comp            | Pres       | Reti       | Comp            | Pres            | Reti            | Comp               | Pres               | Reti               | Comp        | Pres        | Reti        | Pres   | Reti   |        |
| --------------- | --------------- | --------------- | ---------- | ---------- | --------------- | --------------- | --------------- | ------------------ | ------------------ | ------------------ | ----------- | ----------- | ----------- | ------ | ------ | ------ |
| 2016-2017       | Hartberg        | RL              | 1          | 0          | CA              | 0               | 0               |                    | -                  | -                  |             | -           | -           | 1      | 0      |        |
| 2019-2020       | Hartberg        | BL              | 2          | 0          | CA              | 0               | 0               |                    | -                  | -                  |             | -           | -           | 2      | 0      |        |
| 2020-2021       | Blau-Weiß Linz  | 2L              | 27         | 0          | CA              | 3               | 0               |                    | -                  | -                  |             | -           | -           | 30     | 0      |        |
| 2021-2022       | Hartberg        | BL              | 5          | 0          | CA              | 3               | 0               |                    | -                  | -                  |             | -           | -           | 8      | 0      |        |
| 2022-2023       | Hartberg        | BL              | 1          | 0          | CA              | 0               | 0               |                    | -                  | -                  |             | -           | -           | 1      | 0      |        |
| 2023-2024       | Blau-Weiß Linz  | BL              | 17         | 0          | CA              | 2               | 0               |                    | -                  | -                  |             | -           | -           | 19     | 0      |        |
| Totale carriera | Totale carriera | Totale carriera | 53         | 0          |                 | 8               | 0               |                    | -                  | -                  |             | -           | -           | 61     | 0      |        |